# Coco avant Chanel - L'amore prima del mito
Coco avant Chanel - L'amore prima del mito (Coco avant Chanel) è un film biografico francese del 2009 diretto da Anne Fontaine e liberamente basato sul romanzo L'irregolare (L'Irrégulière) della scrittrice e giornalista Edmonde Charles-Roux.
La pellicola tratta la storia della stilista francese Coco Chanel (interpretata da Audrey Tautou) dalla povertà e i primi lavori come cabarettista fino alla nascita della sua casa di alta moda, immagine di eleganza e raffinatezza, parallelamente dando ampio spazio e risalto alla sua vita privata.

## Trama
1893. Le piccole sorelle Gabrielle e Adrienne Chanel, orfane di madre, vengono abbandonate nell'orfanotrofio dell'abbazia di Aubazine dal padre (da allora mai più rivisto), che parte per l'America in cerca di fortuna.
1908. Di giorno Gabrielle lavora come sarta per gli artisti di un cabaret, mentre di notte si esibisce nello stesso locale come cantante e ballerina insieme ad Adrienne, eseguendo una canzone su un cagnolino di nome Coco che si perde al Trocadéro di Parigi. Le due ottengono l'attenzione di due ricchi avventori, l'aristocratico Étienne Balsan per Gabrielle e il barone Maurice de Nexon per Adrienne: Coco diventa il soprannome di Gabrielle, mentre Adrienne diventa di fatto la moglie del barone, il quale tuttavia non la sposerà mai a causa dell'opposizione dei suoi famigliari.
Privata di opportunità e guidata da una spinta interiore nel farcela a tutti i costi, Coco decide di lasciare la città di provincia e raggiungere la tenuta in campagna di Balsan. Qui accetta di intrecciare una relazione con Balsan, tuttavia facendo valere la propria indipendenza. Coco impara a cavalcare, e questa esperienza le dà l'idea di progettare pantaloni per donne. Incontra l'attrice Emilienne d'Alençon, facente parte della cerchia di amici di Balsan, e inizia a progettare cappelli e abiti per lei, così come per se stessa. Inizia dunque a reinventare gli abiti da donna lasciando cadere corsetti e decorazioni eccessive, e accorciando le gonne.
La cerchia di amici di Balsan comprende un uomo d'affari inglese, ricco e parvenu, di nome Arthur Capel. Quest'ultimo corteggia Coco fino a quando si innamorano durante una vacanza al mare in Normandia. Balsan è sconvolto dalla prospettiva di perdere Coco per un uomo che lui stesso le ha presentato, e pur di riconquistarla si offre di sposarla, ma Coco rifiuta: Balsan rivela dunque all'ex amante che Capel è fidanzato e promesso sposo di una donna in Inghilterra. Coco decide comunque di continuare la relazione con Capel, ma stavolta senza più illusioni sul matrimonio, dichiarando che non si sposerà mai.
Capel crede nel talento di Coco nel realizzare cappelli e abiti, mentre Coco continua a sviluppare indipendentemente la propria innovativa visione di come una donna moderna dovrebbe essere vestita, in uno stile che trasmette libertà e autodeterminazione, piuttosto che essere un giocattolo per il desiderio maschile. Quando viene a sapere che la banca sta prestando i suoi soldi per la sua nuova attività a Parigi solo grazie alle garanzie offerte da Capel, Coco mostra avversione e insiste per trattare con la banca da sola, comprendendo che la sua indipendenza e il suo successo non saranno reali se dipende da un uomo.
Sul finire del 1919, Capel muore in un incidente d'auto. Coco, seppur emotivamente devastata, è razionalmente determinata a continuare ad affermare se stessa, la sua indipendenza, il suo stile unico.
Il film termina mostrando Coco abbigliata con uno dei suoi segni distintivi tailleur, mentre è seduta su una scala e guarda un gruppo di modelle che sfilano indossando i suoi abiti appartenenti a vari decenni. Il film mostra così solo l'inizio della sua carriera della stilista (da cui il titolo Coco avant Chanel), che riassume il suo futuro successo e la sua ascesa nella celebrità della moda in questa sequenza finale.

## Riconoscimenti
- 2010 – Premio Oscar[1]
  - Candidatura per i migliori costumi a Catherine Leterrier
- 2010 – British Academy Film Awards[2]
  - Candidatura per il miglior film straniero
  - Candidatura per la miglior attrice protagonista a Audrey Tautou
  - Candidatura per i migliori costumi a Catherine Leterrier
  - Candidatura per il miglior trucco a Corinne Maillard
- 2010 – Premio César[3]
  - Miglior costumi a Catherine Leterrier
  - Candidatura per il migliore adattamento ad Anne Fontaine e Camille Fontaine
  - Candidatura per la migliore attrice protagonista ad Audrey Tautou
  - Candidatura per il miglior attore non protagonista a Benoît Poelvoorde
  - Candidatura per la miglior fotografia a Christophe Beaucarne
  - Candidatura per la miglior scenografia a Olivier Radot
- 2010 – Broadcast Film Critics Association
  - Candidatura per il miglior film straniero
- 2010 – World Soundtrack Academy
  - Miglior colonna sonora dell'anno ad Alexandre Desplat
- 2009 – European Film Awards
  - Candidatura per il miglior film europeo scelto dal pubblico
  - Candidatura per la miglior colonna sonora ad Alexandre Desplat
  - Candidatura per i migliori costumi a Eudald Magri
- 2009 – Festival du film de Cabourg
  - Cigno d'oro al miglior attore a Benoît Poelvoorde